# 上羽貞行
上羽 貞行（うえは さだゆき、1943年（昭和18年）2月28日 - 2012年（平成24年）9月20日）は、日本の学者。専門は超音波工学。

## 略歴
1943年2月28日生まれ。1965年3月、名古屋工業大学電気工学科卒業。1970年3月、東京工業大学大学院理工学研究科電気工学専攻修了。工学博士。同年4月、同大学工学部附属印写工学研究施設助手。1980年11月、同大学精密工学研究所助教授。1992年4月、同教授。2001年4月から2006年3月まで、東京工業大学精密工学研究所所長。2008年3月に同大学を退職、同大学名誉教授。同年4月から2011年3月まで、同大学統合研究院ソリューション研究機構特命教授・機構長。2011年4月、早稲田大学IT研究機構上級招聘研究員・客員教授。2012年9月20日、69歳で死去。同年10月、瑞宝中綬章・従四位追贈。
1997年5月から1999年まで、日本音響学会会長を務めた。